# Károly Ferenczy
Károly Ferenczy (AFI: /ˈkaːɾoj ˈfɛɾɛntsi/; Vienna, 8 febbraio 1862 – Budapest, 18 marzo 1917) è stato un pittore ungherese, attivo nella colonia artistica di Nagybánya.

## Biografia
Károly Ferenczy nacque l'8 febbraio del 1862 a Vienna, allora nell'impero austro-ungarico. Era il figlio di Ida Graenzenstein (che morì poco dopo la sua nascita) e di  un ufficiale austriaco dei lavori ferroviari che aveva avuto fortuna a Budapest.
Károly Ferenczy frequentò l'istituto scolastico per ragazzi Friedrich Lähne a Ödenburg e iniziò i suoi studi di diritto a Vienna, dopodiché frequentò la facoltà di economia dell'università di Vienna e in seguito si dedicò all'arte su consiglio di Olga von Fialka, sua cugina e futura moglie. Nel 1885, fece un viaggio in Italia e si iscrisse all'accademia di belle arti di Napoli. L'anno successivo, si stabilì a Monaco e frequentò degli artisti come István Csók e Simon Hollósy. Egli passò gli anni dal 1887 al 1889 all'accademia Julian di Parigi. Venne influenzato dal pittore Jules Bastien-Lepage e creò i suoi primi dipinti nello stile del tardo naturalismo francese.
Dopo un periodo naturalista, Károly Ferenczy sviluppò uno stile più decorativo, dai colori vivaci, e, negli anni successivi, partecipò alla fondazione della colonia di artisti di Nagybánya (l'odierna Baia Mare, in Romania) e ne divenne una delle figure principali. Olga rinunciò alla pittura per sostenere la sua famiglia e la carriera di suo marito.

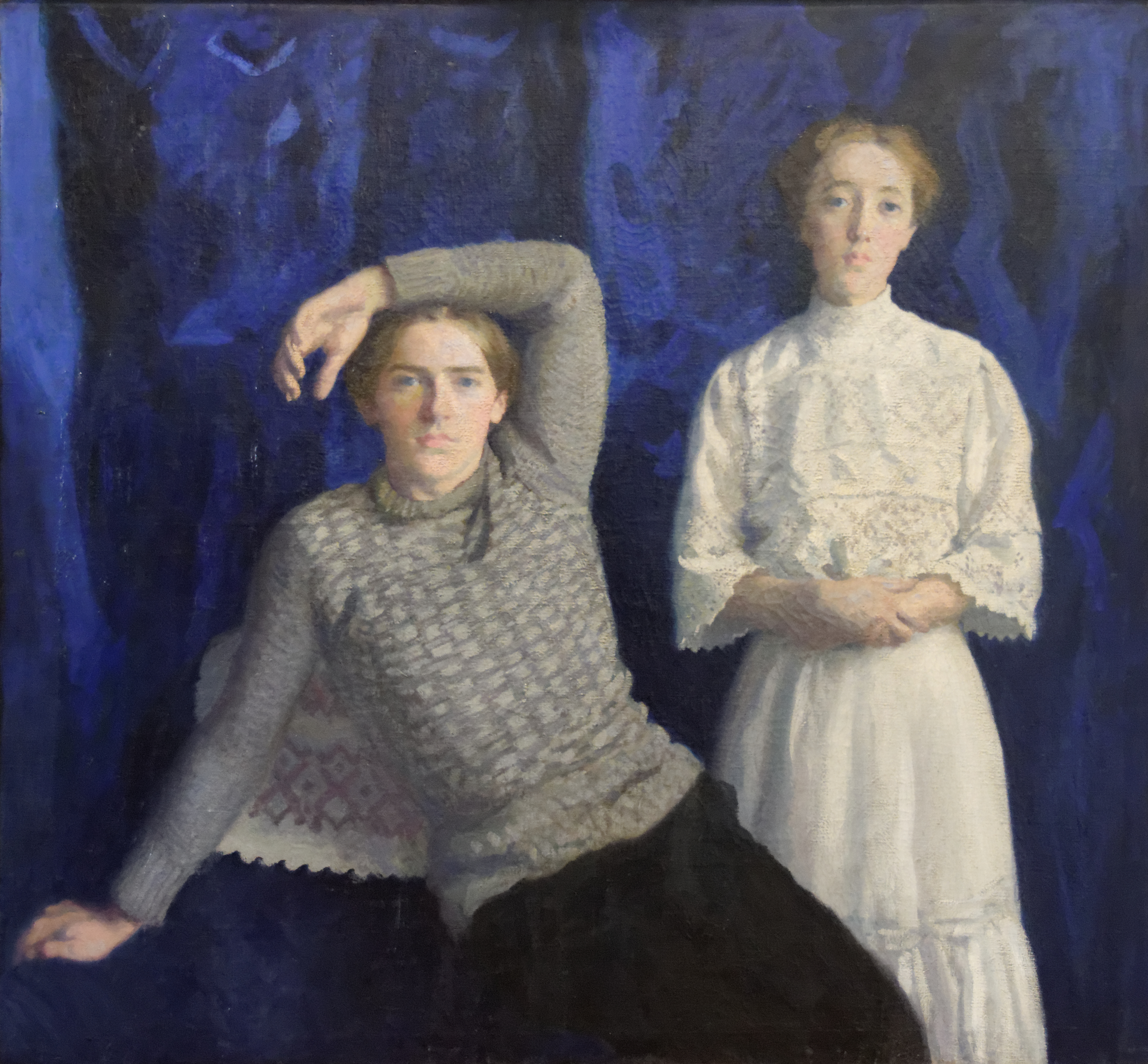
I figli dell'artista Béni e Noémi Ferenczy ritratti nel 1908.

Károly Ferenczy sposò la pittrice Olga Fialka. Ebbero come figli Valér Ferenczy, che divenne un pittore, Béni Ferenczy, che divenne uno scultore, e Noémi Ferenczy, la sorella gemella di quest'ultimo, che divenne un'artista tessile. Valér Ferenczy scrisse una biografia di suo padre nel 1925, per la quale ricevette il premio Baumgarten nel 1935.
Nel 1900, Ferenczy fece parte degli artisti che parteciparono all'esposizione universale di Parigi. Nel 1906, le sue opere furono esposte a Budapest. Károly Ferenczy venne nominato professore all'accademia delle belle arti ungherese e, a partire da quel momento, passò soltanto i mesi estivi a Nagybánya.
Nel 1907, fu uno dei membri fondatori del MIÉNK, l'associazione ungherese degli impressionisti e dei naturalisti. Egli viene considerato come il "padre dell'impressionismo e del postimpressionismo ungherese" e il "fondatore della pittura ungherese moderna". Fu un membro della società degli artisti (Muvészhaz).
I suoi dipinti coprono una vasta gamma di generi: ritratti, nudi, nature morte, scene urbane con artisti circensi... Negli ultimi anni, Ferenczy dipinse dei soggetti che spaziavano dai ritratti ai nudi e alle scene bibliche. Il museo nazionale ungherese (Magyar Nemzeti Galéria) possiede cinquantuno dei suoi quadri nelle sue collezioni permanenti.

## Omaggi
Nel 1951, venne aperto il museo Károly Ferenczy a Szentendre per esporre le opere di Károly Ferenczy così come quelle di altri artisti della famiglia Ferenczy. Nel 1966, il museo nazionale ungherese organizzò una mostra sugli artisti della colonia. Nel novembre del 2011, questo museo organizzò una retrospettiva su Károly Ferenczy.

## Galleria d'immagini

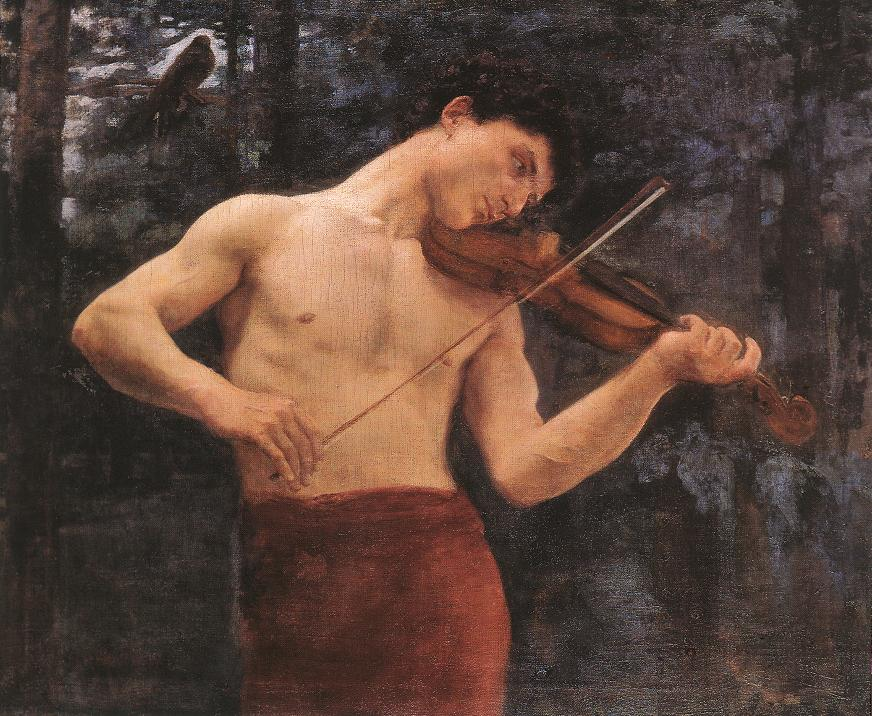
Orfeo (1894)
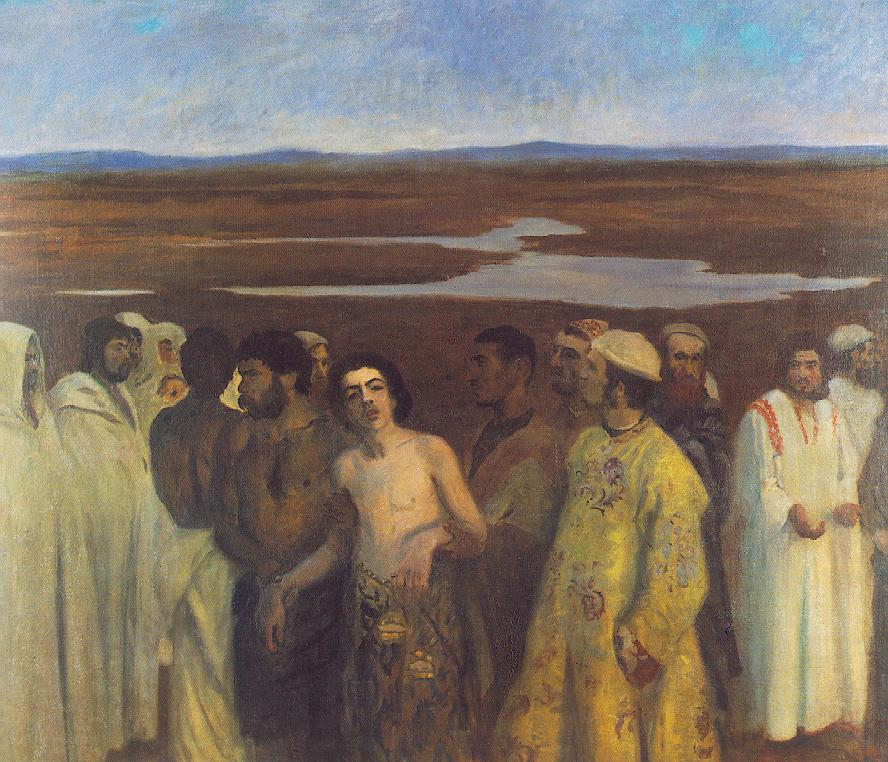
Giuseppe venduto dai fratelli (1900)
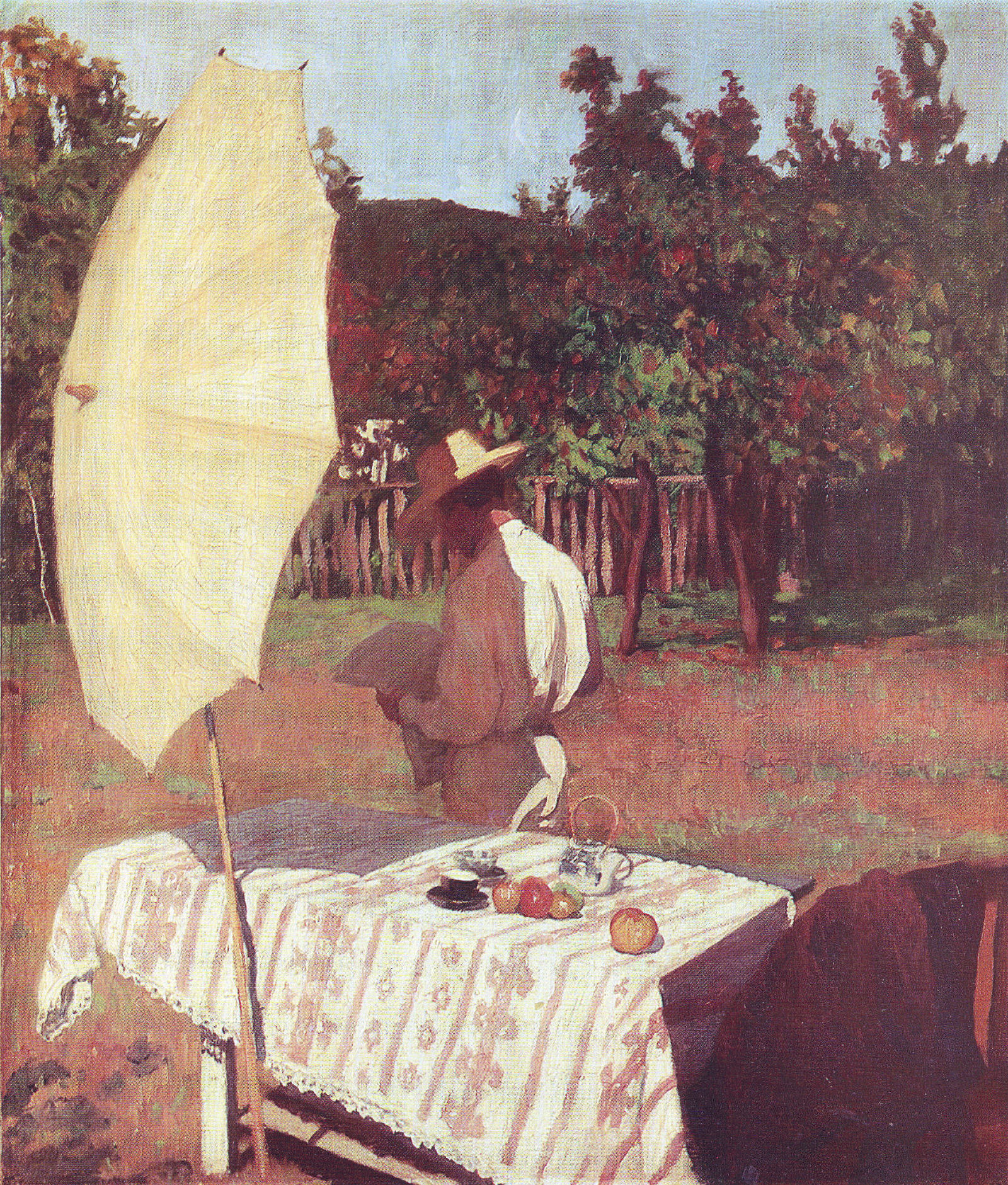
Ottobre (1903)
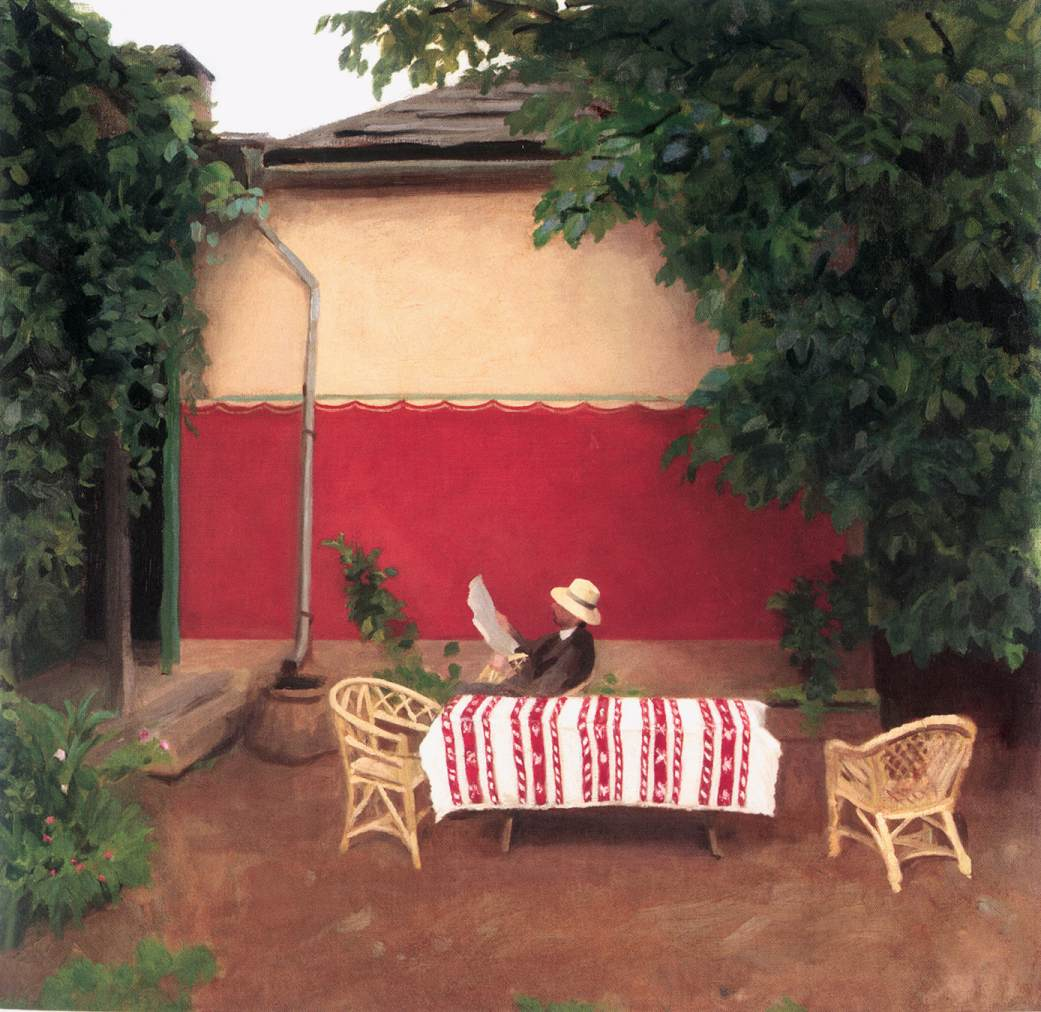
Il muro rosso (1910)